# Gangnam Style
"Gangnam Style" (hangul: 강남스타일; hanja: 江南스타일; rr: Gangnamseutail; MR: Kangnam sŭt'ail) é uma canção do cantor sul-coreano Psy. Foi composta e produzida pelo próprio juntamente com Yoo Gun-hyung e contou ainda com Yang Hyun-suk em sua produção. A canção foi lançada em 15 de julho de 2012, como o single principal de seu extended play Psy 6 (Six Rules), Part 1, e estreou em primeiro lugar na parada sul-coreana Gaon Digital Chart. Em 24 de novembro do mesmo ano, o vídeo musical correspondente de "Gangnam Style", tornou-se o mais visto da história do YouTube, ultrapassando o vídeo musical da canção "Baby", do cantor pop canadense Justin Bieber com Ludacris. Em 21 de dezembro, "Gangnam Style" se tornou o primeiro vídeo musical do YouTube a atingir um bilhão de visualizações e permaneceu como o vídeo musical mais visto da plataforma até 10 de julho de 2017, quando foi ultrapassado por "See You Again" de Wiz Khalifa com Charlie Puth.
A frase "Gangnam Style" é um neologismo coreano que se refere a um estilo de vida associado ao distrito de Gangnam de Seul. A canção e o vídeo musical se tornaram virais em agosto de 2012 e influenciaram a cultura popular em todo o mundo. "Gangnam Style" recebeu críticas mistas, com elogios por sua batida cativante e a dança divertida de Psy apresentada no vídeo musical - que se tornou um fenômeno - e durante apresentações ao vivo em vários locais ao redor do mundo. Em setembro de 2012, o vídeo musical de "Gangnam Style" foi reconhecido pelo Guinness World Records como o vídeo com mais "curtidas" no YouTube. Em seguida, venceu o prêmio de Melhor Vídeo no MTV Europe Music Awards, realizado naquele ano. A produção tornou-se ainda uma fonte de paródias e vídeos de reação realizados por diversas pessoas, grupos e organizações diferentes.
Até o fim de 2012, o "Gangnam Style" havia liderado as paradas musicais de mais de trinta países, incluindo Austrália, Canadá, França, Alemanha, Itália, Rússia, Espanha e Reino Unido. Sua coreografia foi realizada por líderes políticos como o primeiro-ministro britânico David Cameron, o presidente dos Estados Unidos, Barack Obama, e o secretário-geral das Nações Unidas, Ban Ki-moon, que o elogiaram como uma "força para a paz mundial". Em 7 de maio de 2013, em uma reunião bilateral com a presidente da Coreia do Sul Park Geun-hye na Casa Branca, Obama citou o èxito de "Gangnam Style" como um exemplo de como as pessoas ao redor do mundo estão sendo "varridas" pela onda da cultura coreana.

## Antecedentes e lançamento

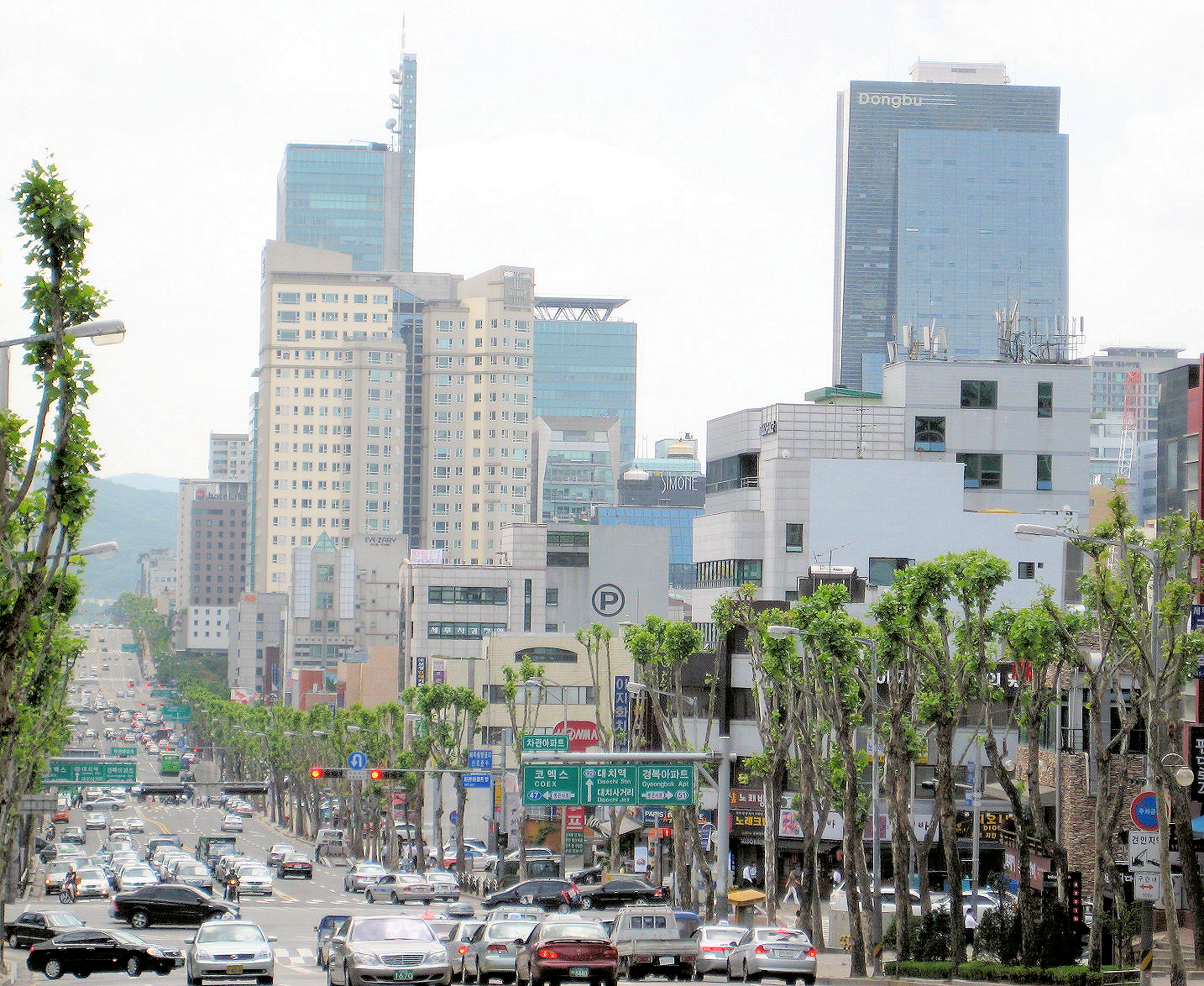
Distrito de Gangnam em Seul, que dá título a canção.

"Gangnam Style" é um neologismo sul-coreano que se refere a um estilo de vida associado ao distrito de Gangnam em Seul, onde as pessoas estão na moda, são badaladas e exalam uma certa "classe". O termo foi listado na lista de vocabulário semanal da Time como uma maneira associada a estilos de vida luxuosos do distrito de Gangnam em Seul. Psy comparou o distrito de Gangnam a cidade estadunidense de Beverly Hills na Califórnia, e disse em entrevista que pretendia, com um senso de humor distorcido, se declarar ele mesmo como sendo um "Gangnam Style", quando tudo sobre a canção, dança, visual e vídeo musical está longe de ser de classe alta:
| “ | Pessoas de Gangnam nunca assumem que o são — só posers e "wannabes" fingem e dizem que possuem o "Estilo de Gangnam" — essa música então está cutucando e zombando desses tipos de pessoas que estão tentando demais serem algo que não são. | ” |

A canção fala sobre "a namorada perfeita que sabe quando ser refinada e quando se tornar selvagem". Seu refrão "오빤 강남 스타일 (Oppan Gangnam style)" foi traduzido como "O irmão mais velho tem o estilo de Gangnam", com Psy se referindo a si mesmo. Durante uma entrevista ao The New York Times, Psy revelou que os fãs sul-coreanos têm grandes expectativas sobre sua dança, então ele sentiu muita pressão. A fim de acompanhar as expectativas, ele estudou muito para encontrar algo novo e ficou acordado até tarde por cerca de trinta noites para criar a coreografia de "Gangnam Style". Ao longo do caminho, ele testou vários movimentos de dança inspirados em animais como panda e canguru, junto com seu coreógrafo Lee Ju-sun, antes de se decidir pelo trote de um cavalo, onde se segura alternadamente as rédeas e girando um laço, e movendo-se para um galope lateral arrastando as pernas.
Durante uma entrevista à Reuters, Psy disse que "Gangnam Style" foi originalmente produzido apenas para os fãs locais do K-pop. Em 11 de julho, ele e sua gravadora YG Entertainment começaram a lançar diversos teasers promocionais de "Gangnam Style" através do YouTube. Em 15 de julho, o vídeo musical completo de "Gangnam Style" foi enviado para o YouTube e se tornou imediatamente uma sensação, recebendo cerca de 500.000 visualizações em seu primeiro dia. No entanto, durante seu lançamento na Alemanha, uma disputa com relação a questões de direitos autorais entre o YouTube e a GEMA (organização de direitos de reprodução do país), levou a inúmeros vídeos musicais bloqueados na Alemanha, incluindo "Gangnam Style". Seu desbloqueio junto a outros vídeos musicais de artistas protegidos pela GEMA, lançados no YouTube, ocorreu apenas em 31 de outubro de 2016, após o YouTube chegar a um acordo com a GEMA sobre direitos autorais e royalties.

## Vídeo musical
O vídeo musical mostra Psy dançando uma cômica dança que se assemelha ao passeio de cavalo, aparecendo em diversos locais inesperados em torno de Gangnam, como uma sessão de ioga ao ar livre e uma banheira de hidromassagem.
Entre os artistas que fazem aparições durante o videoclipe estão:
- Hyuna, cantora e ex-integrante do grupo 4minute, despertando o interesse amoroso de Psy e aparecendo nas duas sequências de dança finais;
- Comediante, personalidade da televisão e MC Yoo Jae-Seok, no duelo de dança com Psy;
- Comediante e personalidade da televisão Noh Hong-chul, dançando no elevador;
- Seungri e Daesung, integrantes do boy group Big Bang, que são da mesma empresa, aparecem como dois idosos jogando xadrez ao fundo;
- Hwang Min-woo, um menino de 5 anos que é visto dançando no início do vídeo. Durante uma entrevista com a CNN, Psy afirmou que na noite antes da filmagem do vídeo musical, ele estava assistindo Korea's Got Talent e o viu dançar Michael Jackson. "Seus movimentos eram incríveis. Então nós o chamamos e lhe pedimos para estar no videoclipe, que estaria sendo filmado no dia seguinte, e ele veio e deu tudo certo."[13]

Cerca de um mês após seu lançamento, em 17 de agosto de 2012, "Gangnam Style" conquistou o primeiro lugar no programa de televisão coreano Music Bank na KBS 2TV, marcando um total de 18.601 pontos.
O videoclipe foi o primeiro na história mundial a atingir 1 bilhão de visualizações na plataforma do Youtube, e como a plataforma não estava preparada para um vídeo com tantas visualizações, o clipe causou confusão no algoritmo da plataforma, ao clicar nos números eles mudavam aleatoriamente, até que alguns dias depois o Youtube resolveu o problema. O vídeo também foi o primeiro da história a atingir 2 bilhões de visualizações atingindo a marca pouco antes de completar 2 (dois) anos de existência. Atualmente em 2022, "Gangnam Style" faz parte da lista dos únicos 8 (oito) vídeos na história a ultrapassar a marca de 4 bilhões de visualizações.

## Faixas e formatos
| Download digital |                              |         |  |
| N.º              | Título                       | Duração |  |
| 1.               | "Gangnam Style (강남스타일)" | 3:39    |  |

| Download digital – 2 Legit 2 Quit Mashup |                                                               |         |  |
| N.º                                      | Título                                                        | Duração |  |
| 1.                                       | "Gangnam Style / 2 Legit 2 Quit Mashup" (featuring MC Hammer) | 3:57    |  |

| Download digital – Remix EP |                                                                          |         |  |
| N.º                         | Título                                                                   | Duração |  |
| 1.                          | "Gangnam Style (강남스타일)" (featuring 2 Chainz and Tyga) (Diplo Remix) | 3:25    |  |
| 2.                          | "Gangnam Style (강남스타일)" (Afrojack Remix)                            | 6:05    |  |
| 3.                          | "Gangnam Style (강남스타일)" (Afrojack Remix) (Instrumental)             | 3:25    |  |
| 4.                          | "Gangnam Style (강남스타일)" (Instrumental)                              | 3:39    |  |
| Duração total:              | Duração total:                                                           | 16:34   |  |

| CD single      |                                            |         |  |
| N.º            | Título                                     | Duração |  |
| 1.             | "Gangnam Style (강남스타일)"               | 3:39    |  |
| 2.             | "Gangnam Style (강남스타일)" (Music Video) | 4:13    |  |
| Duração total: | Duração total:                             | 7:52    |  |

## Desempenho nas paradas musicais
A canção estreou na 6ª posição na Billboard Korea K-Pop Hot 100 na semana de 28 de julho de 2012. "Gangnam Style" liderou a parada na semana seguinte, e manteve-se em 1º lugar por cinco semanas. A canção também alcançou o topo na parada musical do YouTube da Billboard. Em 21 de agosto de 2012, "Gangnam Style" alcançou a 1ª posição no iTunes Music Video Charts, ultrapassando "As Long as You Love Me" de Justin Bieber e "Wide Awake" de Katy Perry; foi a primeira vez que um artista sul-coreano alcançou esse feito. Na Coreia do Sul a canção foi um sucesso imediato, vendendo 745.000 downloads em sua primeira semana e permanecendo no topo da Gaon Single Chart por cinco semanas consecutivas desde a estreia. Em 23 de agosto, a canção havia sido baixada mais de 2.545.837 vezes somente na Coreia do Sul. Na Finlândia, "Gangnam Style" chegou à primeira posição na parada oficial de downloads.
Nos Estados Unidos, a canção estreou em 74º lugar na Billboard Hot Digital Songs. A canção também estreou na 23ª posição na Heatseeker Songs na mesma semana. Até 31 de agosto de 2012, "Gangnam Style" tinha vendido 57.000 cópias nos Estados Unidos.
No Reino Unido, país onde a canção também fez sucesso, o britânico Eamonn Kilbride morreu em Blackburn após fazer a coreografia da música. A causa da morte foi dada como sendo um infarto.

### Paradas semanais
| Paradas (2012)                                  | Posição de pico |
| ----------------------------------------------- | --------------- |
| Alemanha — Billboard Germany Songs              | 1               |
| O campo songid é OBRIGATÓRIO PARA PARADA ALEMÃ  | 1               |
| Austrália (ARIA)                                | 1               |
| Áustria (Ö3 Austria Top 75)                     | 1               |
| Bélgica (Ultratop 50 da Valônia)                | 1               |
| Bélgica (Ultratop 50 de Flandres)               | 1               |
| Brasil — Billboard Brasil Hot 100 Airplay       | 10              |
| Brasil — Billboard Hot Pop Songs                | 1               |
| Bulgária — IFPI                                 | 1               |
| Canadá (Canadian Hot 100)                       | 1               |
| Colômbia — National-Report                      | 3               |
| Coreia do Sul — Billboard K-Pop Hot 100         | 1               |
| Coreia do Sul — Gaon Digital Chart              | 1               |
| Dinamarca (Hitlisten)                           | 1               |
| Escócia (Scottish Singles Chart)                | 1               |
| Eslováquia (Rádio Top 100)                      | 7               |
| Espanha — PROMUSICAE                            | 1               |
| Estados Unidos — Billboard Digital Songs        | 1               |
| Estados Unidos (Billboard Hot 100)              | 2               |
| Estados Unidos — Billboard Hot Dance Club Songs | 3               |
| Estados Unidos — Billboard Latin Pop Songs      | 2               |
| Estados Unidos — Billboard Rap Songs            | 1               |
| Estados Unidos — Billboard Ringtones            | 1               |
| Finlândia — Suomen virallinen lista             | 1               |
| França — Billboard France Songs                 | 1               |
| França (SNEP)                                   | 1               |
| Grécia — Billboard Digital Songs                | 1               |
| Honduras — Honduras Top 50                      | 1               |
| Hungria (Dance Top 40)                          | 3               |
| Hungria (Rádiós Top 40)                         | 6               |
| Irlanda (IRMA)                                  | 2               |
| Islândia — Tónlist                              | 3               |
| Israel (Media Forest)                           | 1               |
| Itália — FIMI Top Digital Download              | 1               |
| Japão — Billboard Japan Hot 100                 | 20              |
| Líbano — Lebanese Top 20                        | 1               |
| Luxemburgo — Billboard Digital Songs            | 1               |
| México — Billboard Mexican Airplay              | 1               |
| México — Monitor Latino                         | 1               |
| Mundo — Billboard YouTube                       | 1 (26x)         |
| Mundo — United World Chart                      | 1               |
| Noruega (VG-lista)                              | 1               |
| Nova Zelândia (Recorded Music NZ)               | 1               |
| Países Baixos (Dutch Top 40)                    | 1               |
| Países Baixos (Single Top 100)                  | 1               |
| Polónia — Top 5 Video Airplay                   | 1               |
| Portugal — Billboard Digital Songs              | 1               |
| Reino Unido (UK Singles Chart)                  | 1               |
| República Checa (Rádio Top 100)                 | 1               |
| Roménia — Romanian Top 100                      | 42              |
| Rússia — 2M                                     | 1               |
| Suécia (Sverigetopplistan)                      | 2               |
| Suíça (Schweizer Hitparade)                     | 1               |
| União Europeia — Euro Digital Songs             | 1               |
| Venezuela — Record Report                       | 47              |

| Paradas (2012)                                | Posição de pico |
| --------------------------------------------- | --------------- |
| Alemanha — (Media Control AG)                 | 8               |
| Austrália — (ARIA Singles Chart)              | 2               |
| Áustria — Ö3 Austria Top 40                   | 13              |
| Bélgica — Ultratop 40 Wallonia                | 10              |
| Bélgica — Ultratop 50 Flanders                | 7               |
| Canadá — Billboard Canadian Hot 100           | 37              |
| Coreia do Sul — Billboard K-Pop Hot 100       | 1               |
| Espanha — (PROMUSICAE Top 50 Canciones)       | 13              |
| Estados Unidos — Billboard Hot 100            | 47              |
| França — SNEP                                 | 4               |
| Hungria — (Rádiós Top 40)                     | 54              |
| Israel — Media Forest Radio Airplay           | 31              |
| Mundo — United World Chart                    | 5               |
| Mundo — YouTube                               | 1               |
| Nova Zelândia — NZ Top 40 Chart               | 2               |
| Países Baixos — Mega Single Top 100           | 5               |
| Reino Unido — The Official UK Singles Top 100 | 6               |
| Rússia — 2M Top 25 Digital Tracks             | 6               |
| Suécia — Sverigetopplistan                    | 18              |
| Suíça — Schweizer Hitparade                   | 10              |

| Paradas (Todos os tempos)  | Posição de pico |
| -------------------------- | --------------- |
| Mundo — United World Chart | 126             |
| Mundo — YouTube            | 1               |

### Certificações e vendas
| Região — Associação (Vendas)      | Certificação |
| --------------------------------- | ------------ |
| Alemanha — BVMI (150,000)         | Ouro         |
| Austrália — ARIA (630,000)        | 9× Platina   |
| Áustria — IFPI (15,000)           | Ouro         |
| Bélgica — BEA (30,000)            | Platina      |
| Canadá — Music Canada (320,000)   | 4× Platina   |
| Dinamarca — IFPI (60,000)         | 2× Platina   |
| Espanha — PROMUSICAE (40,000)     | Platina      |
| Estados Unidos — RIAA (4,000,000) | 4× Platina   |
| Itália — FIMI (60,000)            | 2× Platina   |
| Nova Zelândia — RIANZ (45,000)    | 4× Platina   |
| Reino Unido — BPI (357,000)       | Platina      |
| Suíça — IFPI (60,000)             | 2× Platina   |

## "Oppa Is Just My Style"
"Oppa Is Just My Style" (em coreano:  오빤 딱 내 스타일) é oficialmente um relançamento da canção "Gangnam Style", lançada em 14 de agosto de 2012. Ela contém vocais adicionais da cantora sul-coreana e ex integrante do grupo 4minute, Hyuna.
Mallika Rao, do The Huffington Post, escreveu que seu vídeo musical foi "aparentemente adaptado para funcionar do ponto de vista de uma mulher, mas a principal diferença que estamos observando é uma equitação menos invisível em um visual mais abafado". Em março de 2019, o videoclipe acompanhou mais de 730 milhões de visualizações no YouTube.